# Lennox (Dakota del Sud)
Lennox és una població dels Estats Units a l'estat de Dakota del Sud. Segons el cens del 2000 tenia 2.037 habitants.

## Demografia
Segons el cens del 2000, Lennox tenia 2.037 habitants, 812 habitatges, i 526 famílies. La densitat de població era de 721,6 habitants per km².
Dels 812 habitatges en un 35% hi vivien nens de menys de 18 anys, en un 54,1% hi vivien parelles casades, en un 8,4% dones solteres, i en un 35,2% no eren unitats familiars. En el 31,9% dels habitatges hi vivien persones soles el 20,1% de les quals corresponia a persones de 65 anys o més que vivien soles. El nombre mitjà de persones vivint en cada habitatge era de 2,42 i el nombre mitjà de persones que vivien en cada família era de 3,1.
Per edats la població es repartia de la següent manera: un 27,1% tenia menys de 18 anys, un 7% entre 18 i 24, un 27,9% entre 25 i 44, un 18,3% de 45 a 60 i un 19,7% 65 anys o més.
L'edat mediana era de 38 anys. Per cada 100 dones de 18 o més anys hi havia 80,2 homes.
La renda mediana per habitatge era de 35.217 $ i la renda mediana per família de 46.848 $. Els homes tenien una renda mediana de 30.758 $ mentre que les dones 21.319 $. La renda per capita de la població era de 15.940 $. Entorn del 2,7% de les famílies i el 3,4% de la població estaven per davall del llindar de pobresa.

## Poblacions més properes
El següent diagrama mostra les poblacions més properes.